# NISAX20
Le NISAX20 est un indice boursier allemand régional. Il est lancé le 15 mai 2002 par la Norddeutsche Landesbank sur le modèle de l'indice régional Bayx-30 et est calculé par la Deutsche Börse. Il reflète l'évolution des prix des 20 sociétés cotées les plus importantes de la Basse-Saxe.

## Composition
Le NISAX20 est un indice boursier pondéré par les cours. La base de référence est fixée à 1000 à la date de début, le 15 mai 2002. Chaque société représente initialement une part de 5 % de l’indice. Pendant la période de négociation XETRA, actuellement entre 9 h et 17h30, le NISAX20 est calculé par la Deutsche Börse toutes les minutes. L'indice comprend les plus grandes entreprises de Basse-Saxe en matière de capitalisation boursière. L'examen régulier de la composition de l'indice est trimestriel. Dans des cas exceptionnels, tels que la fusion ou l'acquisition d'une société, la composition de l'indice peut également être revue à des dates différentes.
Les sociétés les plus importantes de l'indice sont Volkswagen, TUI Group, Continental AG, Salzgitter AG, Symrise, Talanx ou Hanovre Re. Pour que les entreprises individuelles ne dominent pas trop l'indice, la part est limitée à 15 % chacune. Sans cette seule mesure, Volkswagen aurait un poids disproportionné.
| Entreprise               | Siège      | Segment de marché |
| ------------------------ | ---------- | ----------------- |
| Berentzen                | Haselünne  | Alimentation      |
| Cewe                     | Oldenbourg | Photographie      |
| Continental AG           | Hanovre    | Automobile        |
| Delticom                 | Hanovre    | Automobile        |
| Einbecker Brauhaus       | Einbeck    | Alimentation      |
| EnviTec Biogas           | Lohne      | Industrie         |
| H&R                      | Salzbergen | Chimie            |
| Hannover Re              | Hanovre    | Assurance         |
| Helma Eigenheimbau       | Lehrte     | Construction      |
| KWS Saat                 | Einbeck    | Alimentation      |
| LPKF Laser & Electronics | Garbsen    | Industrie         |
| PNE Wind AG              | Cuxhaven   | Industrie         |
| Salzgitter AG            | Salzgitter | Sidérurgie        |
| Sartorius AG             | Göttingen  | Industrie         |
| Symrise                  | Holzminden | Chimie            |
| Talanx                   | Hanovre    | Assurance         |
| TUI                      | Hanovre    | Tourisme          |
| Viscom                   | Hanovre    | Industrie         |
| Volkswagen               | Wolfsburg  | Automobile        |

La composition des sociétés représentées dans le NISAX20 est régulièrement révisée et, le cas échéant, modifiée. Plusieurs ajustements ont été nécessaires depuis l'établissement de l'indice. Les anciennes entreprises de NISAX20 sont :
- AWD Holding, Hanovre
- BHW, Hamelin
- Deutsche Hypothekenbank, Hanovre
- Deutsche Immobilien Holding (DIH), Delmenhorst
- Höft & Wessel, Hanovre
- Lambda Physik, Göttingen
- Linos, Göttingen
- Neschen Coating, Bückeburg
- Oldenburgische Landesbank, Oldenbourg
- Pgam, Georgsmarienhütte
- Varta, Hanovre